# Taouzient
Taouzient (în arabă تاوزيانات) este o comună din provincia Khenchela, Algeria.
Populația comunei este de 10.748 de locuitori (2008).